# Carisma
In termine carisma (pronuncia moderna: /kaˈrizma/, pronuncia aulica: /ˈkarizma/) è utilizzato sia in senso psicologico-sociale per denotare la capacità di esercitare una forte influenza su altre persone, sia in senso religioso o spirituale come possesso di particolari doti e talenti.

## Storia del concetto
Il termine deriva dalla parola di lingua greca χάρισμα, charisma, a sua volta derivata dal sostantivo χάρις, cháris, ovvero «grazia». In tal senso è stato poi adoperato in senso religioso dal cristianesimo, assumendo, in entrambi i contesti, il significato di «dono», in quest'ultimo caso ad opera dello Spirito Santo.
È assimilabile alla cosiddetta aura, l'alone di leggenda e mistero che ha avvolto diversi personaggi storici del passato.
Il termine carismatico è stato attribuito e viene tuttora attribuito a persone, spesso leader politici o statisti in genere, che abbiano segnato in qualche modo la storia per la loro capacità di radunare attorno a sé una massa critica capace di sconvolgere il corso degli eventi.
Carisma è anche attribuito a diverse personalità del mondo dell'arte e dello spettacolo che hanno segnato in qualche modo il mondo della cultura.